# جان مارك بار
جان مارك بار (بالفرنسية: Jean-Marc Barr)‏
```
مواليد 
27 سبتمبر
 
1960
 في 
بيتبورغ
، 
ألمانيا الغربية
، هو 
ممثل
 
ومخرج
 ومنتج 
وكاتب سيناريو
 أمريكي.
[
1
]
[
2
]
 من أعماله 
راقصة في الظلام
 
ودوجفيل
.
```

## روابط خارجية
- جان مارك بار على موقع IMDb (الإنجليزية)
- جان مارك بار على موقع مونزينجر (الألمانية)
- جان مارك بار على موقع قاعدة بيانات الأفلام العربية
- جان مارك بار على موقع ألو سيني (الفرنسية)
- جان مارك بار على موقع أول موفي (الإنجليزية)
- جان مارك بار على موقع قاعدة بيانات الأفلام السويدية (السويدية)
- جان مارك بار على موقع إن إن دي بي (الإنجليزية)
- جان مارك بار على موقع ديسكوغز (الإنجليزية)
- جان مارك بار على موقع قاعدة بيانات الفيلم (الإنجليزية)
- جان مارك بار على موقع كينوبويسك (الروسية)